# Сенная Ламбина
Сенная Ламбина — пресноводное озеро на территории Амбарнского сельского поселения Лоухского района Республики Карелии.

## Общие сведения
Площадь озера — 1 км². Располагается на высоте 66,6 метров над уровнем моря.
Форма озера продолговатая: оно почти на три километра вытянуто с запада на восток. Берега преимущественно заболоченные.
Через озеро течёт река Сенная, впадающая в Мурамозеро, через которое протекает река Воньга, впадающая, в свою очередь, в Белое море.
Ближе к западной оконечности озера расположены два небольших острова.
К востоку от озера проходит автозимник.
Населённые пункты вблизи водоёма отсутствуют.
Код объекта в государственном водном реестре — 02020000711102000003597.